# جامع علي بك الجلالي
جامع علي بك الجلالي ويقع في محلة (بكلر) بمحافظة كركوك في العراق، بني الجامع وشيد عام 1031هـ/1621م، ثم اجريت عليه أعمال الصيانة والترميم في عام 1365هـ/1946م، ويعتبر من مساجد العراق القديمة التراثية، وتبلغ مساحتهُ 1500م2، وبعدها جددهُ ورمم بناؤه على نفقةِ المحسن أركان في عام 1420هـ/2009م، ويحتوي الجامع على منارة مئذنة خضراء اللون مصنوعة من الحديد، ويحتوي المبنى على حرمين صيفي وشتوي، ويحوي الحرم الشتوي على محفل للقراء ومنبر ومحراب، حيث تنسدل من السقف ستة أقواس وتعلوها قبة متواضعة بسيطة خالية من النقوش والزخارف، وكان أول إمام وخطيب للجامع هو الملا علي فتح الله، ومن بعده الشيخ عبد الباسط، وحالياً يقوم بمنصب الإمامة والخطابة فيهِ الشيخ (توفيق عبد الكريم علي).
وما زال الحرم محافظاً على هيئتهِ التراثية القديمة وتقام في المسجد حالياً صلاة الجمعة والصلوات الخمس المكتوبة.